# Ichirgu-boil
El ichirgu-boil o chargobilya —en antiguo búlgaro: чрьгобыля, en búlgaro: en búlgaro: Ичиргу боила— era un oficial de alto rango en el Primer Imperio Búlgaro. Era el comandante de la guarnición de la capital y fue el tercero más importante en el estado después del rey y el Kavján. En tiempos de paz el Ichirgu-boil cumplía funciones diplomáticas. De acuerdo con algunos datos el Ichirgu-boil comandaba personalmente un escuadrón de caballería pesada de 400 hombres.

## Origen
De acuerdo con Veselin Besheliev la palabra «ichirgu» era de origen "turco-altaico" y significa «interno», y según otros se deriva de la palabra del mundo caucásico «ichirho», que significa un «arquero».
De una inscripción funeraria encontrada durante las obras de excavación en Preslav se conoce el ichirgu-boil Mostich que sirvió bajo el Emperador Simeón I el Grande (893-927) y Pedro I (927-969). Un desconocido ichirgu-boil se menciona en la inscripción de Filipo que data del reinado de Presian.